# Phare de Sayada
Le phare de Sayada est un phare situé au sud-est de Monastir, dans le port de Sayada (dépendant du gouvernorat de Monastir en Tunisie).
Les phares de Tunisie sont sous l'autorité du Service des phares et balises de la République tunisienne (SPHB).

## Description
Ce phare est une petite tour cylindrique blanche, avec galerie et petite lanterne, de six mètres de haut, érigée en bout du brise-lames ouest du port de Sayada. Il émet, à huit mètres au-dessus du niveau de la mer, deux éclats longs (2,5 secondes) blancs toutes les quinze secondes d'une portée maximale de seize kilomètres. Ce phare est un phare d'atterrissage qui est aussi doublé, d'un feu vert (E6373.2), sur la même digue.
Identifiant : ARLHS : TUN... - Amirauté : E6373.22 - NGA : 21924.
|                  |
| Digue de Sayada. |

|               |
| Vue du phare. |

|                            |
| Entrée du port (feu vert). |

### Lien connexe
- Liste des principaux phares de Tunisie
- Liste des phares et balises de Tunisie